# La Séquence du jeune spectateur
 (juin 2020).
Si vous disposez d'ouvrages ou d'articles de référence ou si vous connaissez des sites web de qualité traitant du thème abordé ici, merci de compléter l'article en donnant les références utiles à sa vérifiabilité et en les liant à la section « Notes et références ».
Cette émission s'est d'abord appelée ainsi, puis une version pour "les jeunes" a vu le jour sous le titre "La séquence du jeune téléspectateur"
La Séquence du jeune téléspectateur était une émission de télévision française d'actualité cinématographique pour la jeunesse diffusée chaque jeudi après-midi sur RTF Télévision puis la première chaîne de l'ORTF du 31 mars 1961 à 1973, puis le mercredi après-midi de 1973 à 1974. 
À l'origine diffusée le jeudi, à l'époque jour de congé des écoliers, l'émission était animée par une marionnette de Jean Saintout prénommée "Claire" et aux nattes blonde enroulées sur la tête qui sera par la suite accompagné de son chat Bigoudi. La Séquence du jeune téléspectateur était le pendant pour la jeunesse de l'émission "la Séquence du spectateur" quant à elle destinée aux adultes.

## Principe de l'émission
Les enfants passaient commande à Claire des films qu’ils souhaitaient voir à l’antenne en lui envoyant un dessin. Claire choisissait chaque semaine parmi les milliers de lettres les plus beaux dessins et les présentait à la télévision juste avant l’extrait de film auquel ils se rapportaient.
Claire est rejointe par son oncle Félix à partir de 1971.